# Wolf Creek
Wolf Creek é um filme de terror, australiano de 2005, escrito e dirigido por Greg Mclean.
Greg Mclean, diretor e roteirista do filme, escreveu o enredo originalmente como ficção, mas quando soube da história real de dois assassinos da Austrália que atacavam mochileiros, editou o roteiro para que coincidisse com os casos reais. Os assassinos são Bradley John Murdoch, que matou um mochileiro inglês e tentou sequestrar outro em julho de 2001 e Ivan Marko Milat que oferecia caronas e levava quem aceitasse até a floresta para torturar e depois matar durante os anos 90. Ambos foram capturados e condenados a prisão perpétua.

## Sinopse
Baseado em fatos reais, três mochileiros de vinte e poucos anos que esperavam tomar muito sol nos descampados australianos, mas terminam vivenciando o maior terror de suas vidas. Depois de um dia de passeios pelo Parque Nacional de Wolf Creek, Liz (Cassandra Magrath), Kristy (Kestie Morassi) e Ben (Nathan Phillips) decidem ir embora mas enfrentam problemas, pois seus relógios e o carro param de funcionar. Um nativo oferece ajuda - ou ao menos diz que está lá só para ajudar...

## Elenco
| Elenco            | Personagem                 |
| ----------------- | -------------------------- |
| Peter Alchin      | Policial                   |
| John Jarratt      | Mick Taylor                |
| Cassandra Magrath | Liz Hunter                 |
| Andy McPhee       | Bazza                      |
| Kestie Morassi    | Kristy Earl                |
| Guy Petersen      | Mochileiro da Suécia       |
| Nathan Phillips   | Ben Mitchell               |
| Gordon Poole      | Velho                      |
| Jenny Starwall    | Mochileiro da Suécia       |
| Aaron Sterns      | Pessoa da festa na piscina |